# Динамо (мини-футбольный клуб, Санкт-Петербург)
«Динамо СПб» — мини-футбольный клуб из Санкт-Петербурга, существовавший в 2002—2009 годах. До августа 2007 года назывался «СТАФ-Альянс».

## История
Мини-футбольный клуб «СТАФ-Альянс» создан осенью 2002 года. У истоков его создания стояли Владимир Чирикин, Юрий Герасимов, Александр Захариков и Николай Яргин. Первые годы он играл только в городском чемпионате, в сезоне 2004—2005 стал чемпионом Санкт-Петербурга. В сезоне 2005—2006 клуб заявился в Высшую лигу и в первом же сезоне занял первое место в регулярном чемпионате, а в плей-офф дошёл до финала, уступив там «Мытищам». От полученной возможности повыситься в классе петербуржцы отказались. В следующем сезоне «СТАФ-Альянс» третий раз подряд выиграл городской чемпионат. А в Высшей лиге клуб повторил результат прошлого года, выиграв регулярный чемпионат и став финалистом плей-офф, на этот раз уступив «Саратову». Вновь получив возможность начать следующий сезон в Суперлиге, петербуржцы её использовали.
Клуб вошёл в элиту под новым названием — «Динамо СПб». В сезоне 2007—2008 динамовцы заняли почётное для дебютанта десятое место. Следующий сезон они начали ещё успешнее, но не сумели доиграть его до конца — 5 января 2009 года по финансовым причинам клуб прекратил существование.

## Выступления в чемпионатах России
| Сезон     | Лига             | Занятое место   |
| --------- | ---------------- | --------------- |
| 2005-2006 | Высшая лига (II) | 1 (плей-офф: 2) |
| 2006-2007 | Высшая лига (II) | 1 (плей-офф: 2) |
| 2007-2008 | Суперлига (I)    | 10              |
| 2008-2009 | Суперлига (I)    | снялся          |

## Достижения
- Чемпион Санкт-Петербурга по мини-футболу (3): 2004-2005, 2005-2006, 2006-2007

## Бывшие известные игроки
| - Александр Кондратьев - Андрей Соловьёв - Алексей Степанов |  | - Владислав Фёдоров - Илья Фёдоров |